# It's Beginning to Look a Lot Like Christmas (Marian Aas Hansen)
It's Beginning to Look a Lot Like Christmas è il secondo album in studio della cantante norvegese Marian Aas Hansen, pubblicato il 19 novembre 2007 su etichetta discografica Norwegian Jazz Syndicate.

## Tracce
1. Have Yourself a Merry Little Christmas – 5:33
2. I'll Be Home for Christmas – 4:11
3. Santa Baby – 3:38
4. Baby, It's Cold Outside (con Odd René Andersen) – 3:20
5. It's Beginning to Look Like Christmas – 4:22
6. What Are You Doing New Year's Eve? – 4:58
7. Santa Claus Is Coming to Town – 2:28
8. The Christmas Waltz – 3:04
9. Is It True – 4:00
10. Sleigh Ride – 2:43
11. Hark! The Herald Angels Sing – 3:36
12. O Holy Night – 3:58
13. The Christmas Song – 2:21

## Classifiche
| Classifica (2007) | Posizione massima |
| ----------------- | ----------------- |
| Norvegia          | 31                |